# Puerto Hambre (serie de televisión)
Puerto Hambre es una serie dramática de televisión chilena transmitida por la cadena televisiva UCV Televisión basada en los hechos reales de Puerto del Hambre en el Estrecho de Magallanes durante la época de la Conquista de Chile en 1584.
La serie fue producida por Buen Puerto y dirigida por Marcelo Ferrari. Protagonizada por Jorge Becker, Julio Milostich, Jaime McManus y Berta Lasala.
Puerto hambre fue premiada por el Consejo Nacional de Televisión de Chile (CNTV) en 2012.

## Argumento
En 1584, un puñado de hombres, mujeres y niños, llega desde tierras lejanas a poblar la actual Patagonia Chilena, por encargo de la Corona Española. La embarcación que los trae promete volver pronto con víveres... pero esto nunca ocurre. Abandonados en los confines del nuevo mundo, construyen a duras penas la "ciudad Rey Don Felipe", en el actual Estrecho de Magallanes. Durante tres años, el hambre, la enfermedad, la ferocidad de la naturaleza, el desencuentro con el mundo Aonikenk y las pugnas internas de poder les va provocando la muerte, uno a uno a este grupo de 200 personas, solo un hombre, Tomé Hernández (Jorge Becker), logra escapar y narra -años más tarde- esta dramática odisea del poblado que ahora llama Puerto Hambre, en donde surgió lo peor y también lo mejor del ser humano, como un valioso testimonio sobre los albores de nuestro Chile.

## Reparto
- Jorge Becker - Tomé Hernández
- Mercedes Mujica - Carmen

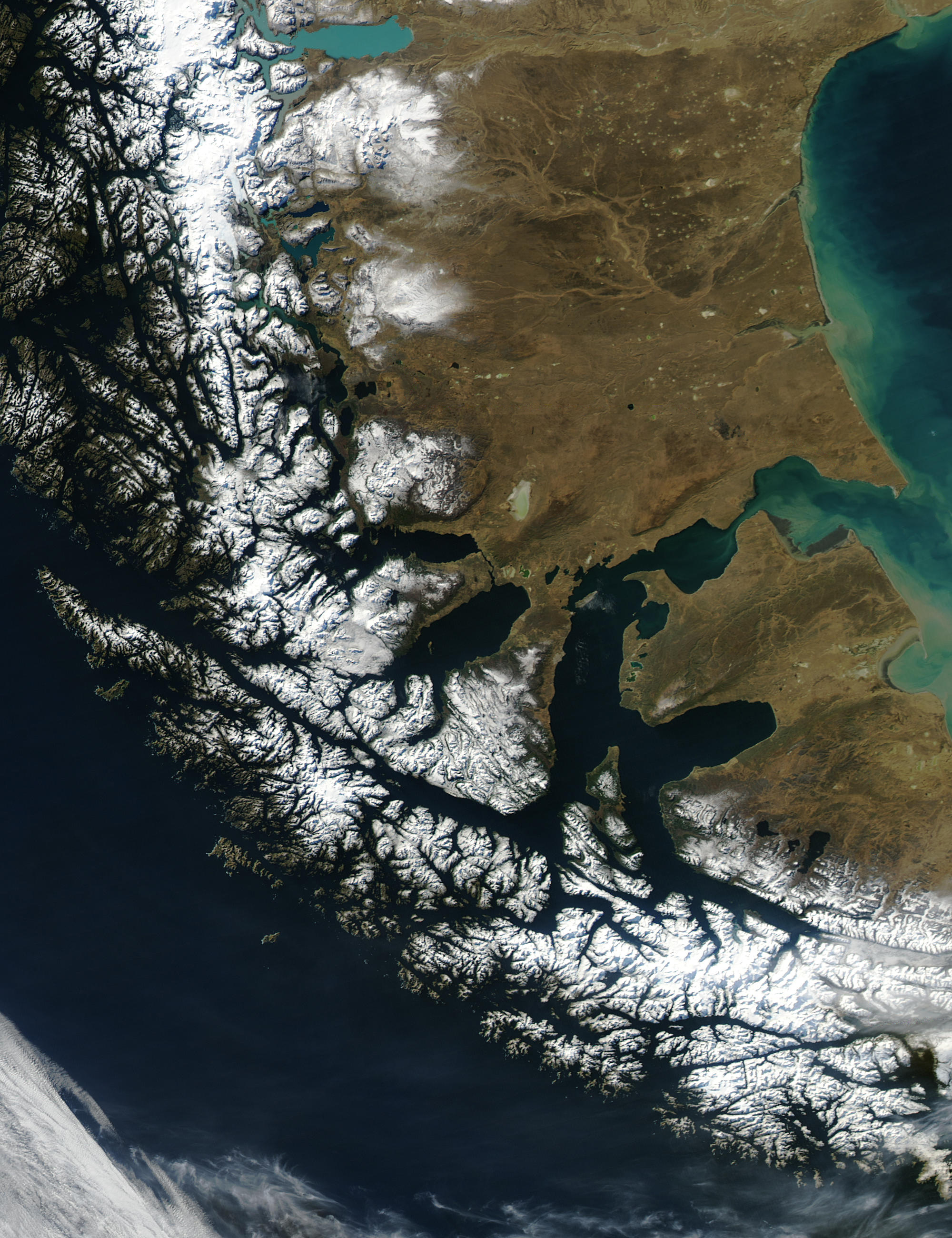
Foto satelital del Estrecho de Magallanes. Ubicación geográfica de Puerto del Hambre.

- Julio Milostich - Capitán Pedro Sarmiento de Gamboa
- Jaime McManus- Andrés de Biedma
- Daniela Hornung - Aurora
- Berta Lasala - Doña Carlota
- Andrés Guzmán - Capitán Rodrigo de López y Vicuña
- Salvador Burrel - Blas
- Diego Ruiz - Alonso
- Sofía García - Juana Jiménez de la Espada
- Valentina Barria - Josefa
- Rodrigo Lisboa - Fray Jerónimo de Montoya
- Marcos Quiroz - Escribano
- Mauricio Huichapani - Gabriel

## Desarrollo
La serie fue presentada en el Consejo Nacional de Televisión de Chile (CNTV) y fue Premiada con un Fondo CNTV el 2012 que le otorgó 279.775.490 pesos en la categoría de miniserie histórica.

### Producción
Filmada íntegramente en el sur de Chile, entre las localizacones estuvieron las inmediaciones del Parque Historia Patagonia Chilena, con escenas en el Fuerte Bulnes, Puerto del Hambre, el museo Nao Victoria y los bosques del sector. El rodaje tuvo efectos especiales para escenas de maniobras donde incluso desembarcaron en las aguas del Estrecho de Magallanes, con el apoyo de la III Zona naval de la Armada de Chile. La producción también contó con la asesoría de la comunidad Kaweskar.